# Т-64Е
Т-64Е — український дослідний основний бойовий танк, що являв собою глибоку модернізацію Т-64. Розроблено на ХБТРЗ (Харківський бронетанковий ремонтний завод). У порівнянні з попередніми модифікаціями Т-64 у модернізованого танка істотно поліпшена бойова міць, рухливість та захищеність. Вартість Т-64Е становила близько $1,12 млн за одиницю за станом на 2011 рік.

## Історія створення
Точних даних про початок розробки танка немає, оскільки розроблявся він в умовах суворої секретності. Вперше танк було продемонстровано широкій публіці на виставці військової техніки в Абу-Дабі. 9 травня 2011 року Т-64Е взяв участь у Параді Перемоги в Харкові.
Метою модернізації було доведення бойових характеристик танка до сучасного рівня за допомогою модернізації системи керування вогнем 1А33-1 «Об», заміни двигуна 5ТДФ (700 к.с.) на 5ТДФЕ (850 к.с.), установки ДЗ «Дуплет» замість «Контакт-1» та інших заходів.

## Опис конструкції

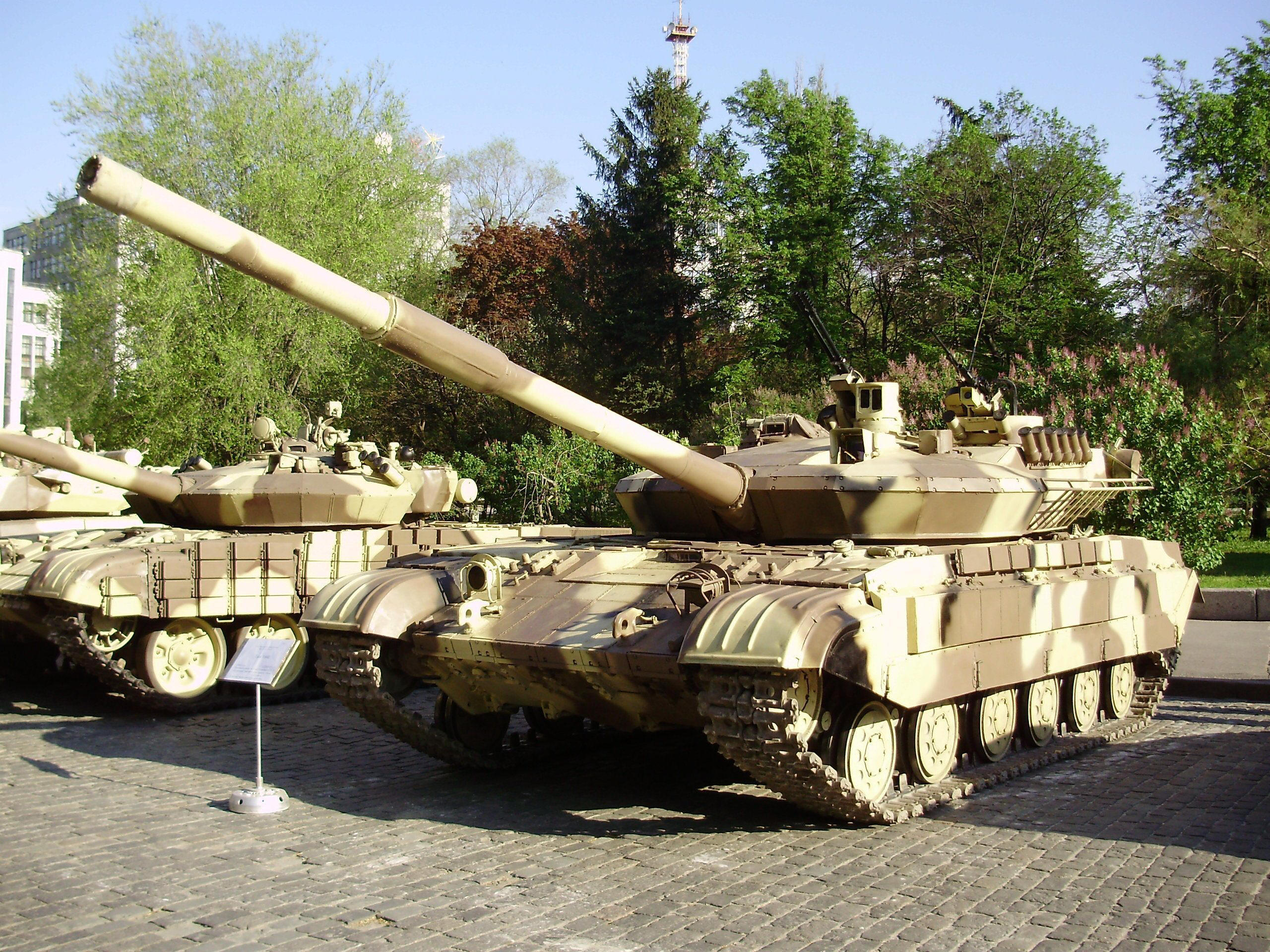
Т-64Е на виставці

### Вогнева міць

#### Система керування вогнем та прицільні прилади
Система керування вогнем Т-64Е є модернізованою версією системи 1А33-1 «Об» і складається з таких компонентів:
- тепловізійний панорамний приціл навідника
- балістичний обчислювач 1В517М
- лазерний далекомір 1Г42
- прицільно-спостережний комплекс командира ПНК-3
- приціл зенітної установки ПЗУ-5М
- комплекс керованого озброєння, що дозволяє вести вогонь ПТКР «Комбат» на відстані до 5,0 км

Прилад ТВНЕ-4Б служить механіку-водію для спостереження за дорогою та місцевістю при водінні танка вночі. ТВНЕ-4Б являє собою пасивно-активний електронно-оптичний прилад нічного бачення.

#### Озброєння
Основним озброєнням танка є 125-мм гладкоствольна гармата КБАЗ або 2А46М-1, забезпечена автоматом заряджання конвеєрного типу. Ствол гармати виконаний швидкознімним і може бути замінений у польових умовах без демонтажу гармати з танка. Привід обертання башти-електричний, привід гармати-гідравлічний.
Боєкомплект гармати складається з 37 пострілів роздільно-гільзового заряджання, з них 28 розміщені в автоматі заряджання. Т-64Е здатний вести вогонь бронебійно-підкаліберними, кумулятивними, осколково-фугасними снарядами та ПТКР Комбат з напівактивною системою керування по лазерному променю.
Скорострільність танка становить до 8 пострілів/хв. (7-12,5 сек. на заряджання одного пострілу), що досягається за рахунок автомата заряджання та тандемного досилання (снаряд-заряд) за один цикл. Видалення стріляного піддону здійснюється за допомогою його автоматичного уловлювання та укладання в порожній лоток без розгерметизації бойового відділення.

##### Комплекс керованого озброєння
Відмінною особливістю танка є наявність ККО (комплексу керованого озброєння), що дозволяє вести вогонь керованими ракетами з лазерним наведенням. ККО «Кобра» замінений на «Комбат», що підвищило максимальну дальність стрільби з 4000 до 5000 метрів та бронебійність за динамічним захистом з 600—700 до 750 мм. ПТКР розміщуються в автоматі заряджання так само, як і звичайні снаряди.

##### Допоміжне озброєння
Допоміжне озброєння встановлено в двох винесених та дистанційно керованих модулях, які включають:
- зенітну двоствольну 23-мм установку ГШ-23 (боєкомплект 300+600 снарядів)
- зенітний кулемет КТ-12,7 (боєкомплект 300+300 патронів)
- зенітний кулемет КТ-7,62 (боєкомплект 1200 патронів)
- автоматичний гранатомет АГС-17 (боєкомплект 100 гранат)

### Захищеність та живучість
Балістичний захист
Підвищення рівня живучості танка досягнуто за рахунок встановлення ДЗ «Дуплет» на корпус та башту танка. Комплект призначений для підвищення рівня захисту від сучасних кумулятивних та бронебійних підкаліберних снарядів при мінімально можливому збільшенні маси танка. Комплект складається з елементів вмонтованого динамічного захисту (ВДЗ), встановлених на корпусі танка, а також модульних секцій, розміщених по зовнішньому периметру лобових та бортових ділянок башти і контейнерів, встановлених на даху башти.
Активний захист
Активний захист Т-64Е передбачає використання КОЕП (комплексу оптико-електронного протидії) «Варта», яка попереджає про наведення високоточних боєприпасів з лазерною системою керування, і активує постановку димової/аерозольної завіси навколо танка. Система постановки аерозольної завіси складається з восьми 82-мм пускових установок ЗД6/ЗД17. аерозольні гранати здатні поставити завісу, за яку противник, навіть використовуючи тепловізор, не зможе « заглянути». «Варта» також зриває наведення ПТКР з інфрачервоною ГСН (головкою самонаведення) за рахунок постановки інфрачервоних (світлових) перешкод.

### Рухливість
Двигун
На танк встановлено п'ятициліндровий дизельний двигун 5ТДФЕ об'ємом 13,6 літра та потужністю 850 л. с. Двигун — двотактний, багатопаливний (працює на бензині, гасі, паливі для дизельних двигунів або їх суміші в будь-якій пропорції), з наддувом, прямоточною продувкою, безпосереднім уприскуванням палива, з горизонтальним розташуванням циліндрів та протилежно рухомими поршнями. У порівнянні з 5ТДФ, попереднім варіантом двигуна, на 21,4 % зросла питома потужність, досягнувши 62,5 к.с./літр при тих же габаритах (Д х Ш х В, мм: 1413 х 955 х 581) і масі (1040 кг)..
Допоміжна силова установка
На танку встановлена дизельна допоміжна силова установка «АЄА-10» потужністю 10 кВт. Установка має загальну масу 104 кг, розміри 525 х 480×970 мм, і включає в себе двоциліндровий дизельний V-подібний двигун з рідинним охолодженням та генератор постійного струму. ДСУ призначена для забезпечення електроенергією танка з вимкненим двигуном, наприклад, при знаходженні танка на стаціонарній вогневої позиції або в засідці.

## Порівняльні характеристики танків на базі Т-64БВ
|                                              | Т-64БВ                   | БМ «Булат»                      | Т-64Е                                         |
| -------------------------------------------- | ------------------------ | ------------------------------- | --------------------------------------------- |
| Зовнішній вигляд                             |                          |                                 |                                               |
| Рік                                          | 1985                     | 2005                            | 2010                                          |
| Розробник                                    | ХКБМ                     | ХКБМ                            | ХБТРЗ                                         |
| Бойова маса, т                               | 42,4                     | 45,0                            | 42,7                                          |
| Екіпаж                                       | 3                        | 3                               | 3                                             |
| Калібр та марка гармати                      | 125-мм 2А46М-1           | 125-мм КБАЗ                     | 125-мм КБАЗ                                   |
| Система керування вогнем                     | 1А33-1 «Об»              | 1А45 «Іртиш»                    | 1А33-1 «Об» (модернізована)                   |
| Приціл-далекомір                             | 1Г42                     | 1Г46М                           | 1Г42М                                         |
| Стабілізатор основного озброєння             | 2Е42                     | 2Е42М                           | 2Е42                                          |
| Кероване озброєння                           | «Кобра»                  | «Комбат»                        | «Комбат»                                      |
| Боєкомплект, пострілів                       | 36                       | 36                              | 37                                            |
| Швидкострільність, постр./хв                 | 6-8                      | 6-8                             | 6-8                                           |
| Додаткове озброєння                          | 7,62-мм ПКТ 12,7-мм НСВТ | 7,62-мм КТ-7,62 12,7-мм КТ-12,7 | 7,62-мм КТ-7,62 12,7-мм КТ-12,7 ГШ-23Л АГС-17 |
| Динамічний захист                            | «Контакт»                | «Ніж»                           | «Дуплет»                                      |
| Активний захист                              | немає                    | немає                           | КОЕП «Варта», КАЗ «Заслін»                    |
| Двигун                                       | 5ТДФ (700 к.с.)          | 5ТДФМ (850 к.с.)                | 5ТДФЕ (850 к.с.)                              |
| Питома потужність, к.с./т                    | 16,5                     | 18,9                            | 19,9                                          |
| Максимальна швидкість, км/год                | 60                       | 60                              | 65                                            |
| Запас ходу без додаткових паливних баків, км | 500                      | 385                             | 500                                           |